# Mycodiplosis explicata
Mycodiplosis explicata är en tvåvingeart som först beskrevs av Ephraim Porter Felt 1908.  Mycodiplosis explicata ingår i släktet Mycodiplosis och familjen gallmyggor.
Artens utbredningsområde är New York. Inga underarter finns listade i Catalogue of Life.